# Tróitske (Severodonetsk)
Tróitske (en ucraniano: Троїцьке, en ruso: Троицкое) es un pueblo ucraniano perteneciente al óblast de Lugansk. Situado en el este del país, formaba parte del raión de Popasna hasta 2020, aunque ahora es parte del raión de Severodonetsk y centro del municipio (hromada) de Tróitske.
La ciudad se encuentra ocupada por Rusia desde marzo de 2022, siendo administrada como parte de la de facto República Popular de Lugansk.

## Geografía
Tróitske está a orillas del río Lugán. 

## Historia
Durante la guerra del Dombás, el asentamiento ha sido objeto de ataques de las fuerzas prorrusas en múltiples ocasiones. El 16 de enero de 2019, cinco militares ucranianos de la 72 Brigada Mecanizada resultaron heridos y otros cinco resultaron heridos en la aldea cuando su camión, Ural-4320, fue alcanzado por misiles antitanque lanzados desde Kalinove.

## Demografía
Según el censo de 2001, la lengua materna de la mayoría de los habitantes, el 86,01%, es el ucraniano; del 13,92% es el ruso.